# Walter Steurer

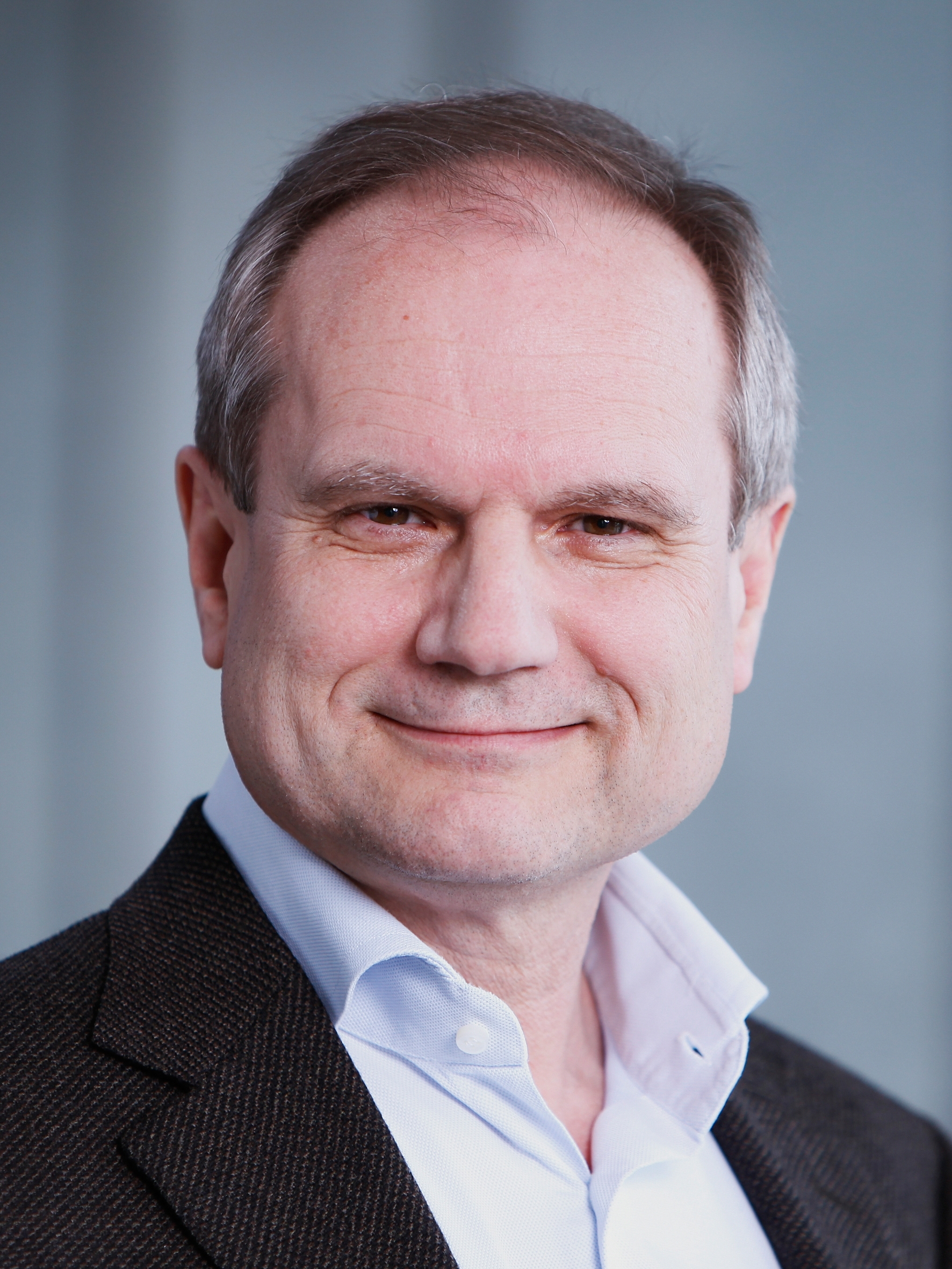
Walter Steurer (2014)

Walter Steurer (* 24. Dezember 1950 in Wien) ist ein österreichischer Kristallograph und Hochschullehrer.
Steurer studierte Chemie an der Universität Wien, an der er bei Hans Nowotny promoviert wurde. Ab 1980 war er an der Ludwig-Maximilians-Universität München (Institut für Kristallographie und Mineralogie), an der er sich 1987 in Kristallographie und Mineralogie habilitierte. Er war 1992/93 Professor für Kristallographie an der Leibniz-Universität Hannover und ist seit 1993 ist er Professor für Kristallographie an der ETH Zürich, wo er das Labor für Kristallographie leitet. Gleichzeitig lehrt er an der Universität Zürich.
Er befasste sich insbesondere mit Quasikristallen (Struktur, Phasenumwandlungen), Methode der maximalen Entropie, temperaturabhängige Messung elastischer Eigenschaften an Einkristallen, Modellierung von Ordnungs- und Fehlordnungsphänomenen, Kristallographie in höheren Dimensionen und Röntgenholografie. Er schrieb Monographien über Quasikristalle und Legierungen insbesondere mit drei und mehr Komponenten, die in der Suche nach neuartigen Materialien seit den 2000er Jahren im Zentrum der Forschung stehen (Quasikristalle, Hochentropie-Legierungen u. a.).
1990 erhielt er den Viktor-Moritz-Goldschmidt-Preis der Deutschen Mineralogischen Gesellschaft für seine Arbeiten zur höherdimensionale Strukturanalyse. 2008 erhielt er den Jean-Marie Dubois Award for Excellence in Quasicrystal Research. 2018 erhielt er die Carl-Hermann-Medaille der Deutsche Gesellschaft für Kristallographie.

## Schriften (Auswahl)
- mit Sofia Deloudi: Crystallography of Quasicrystals: Concepts, Methods and Structures. Springer, 2009.
- mit Julia Dshemuchadse: Intermetallics: Structures, Properties and Statistics. Oxford University Press, 2016.